# سنت‌شکن (فیلم)
سنت‌شکن (به انگلیسی: Divergent)، یک فیلم اکشن علمی تخیلی محصول سال ۲۰۱۴ آمریکا، به کارگردانی نیل برگر است که بر اساس رمانی به همین نام نوشتهٔ ورونیکا راث ساخته شده‌است. این فیلم اولین قسمت از مجموعه سنت‌شکن است که تهیه‌کنندگان آن لوسی فیشر، پویا شهبازیان و داگلاس ویک بوده و فیلمنامهٔ آن به قلم اوان دوکرتی و ونسا تیلور نوشته شده‌است. ستارگان این فیلم شامل شایلن وودلی، تئو جیمز، مایلز تلر، اشلی جاد، جای کورتنی، ری استیونسون، زو کراویتز، میلس تلر، تونی گلدوین، مگی کیو و کیت وینسلت می‌شوند. داستان در شهر شیکاگو و در قالب یک پادآرمان‌شهر پسارستاخیزی اتفاق می‌افتد. جایی که مردم بر اساس خصوصیات انسانی به بخش‌های متفاوتی تقسیم شده‌اند. به بئاتریس پرایر هشدار داده شده‌است که او یک سنت‌شکن است و خصوصیات او با هیچ‌یک از بخش‌ها مطابقت ندارد. او خیلی زود می‌فهمد که یک طرح شوم در جامعهٔ به ظاهر کامل او در حال شکل‌گیری است.
توسعه فیلم سنت‌شکن در ماه مارس ۲۰۱۱ و در زمانی که سامیت انترتینمنت به همراه شرکت تهیه فیلم داگلاس ویک و لوسی فیشر با نام رد واگن انترتینمنت، حق ساخت فیلم بر اساس رمان را خریداری کرد، شروع شد. تصویربرداری اصلی فیلم در تاریخ ۱۶ آوریل ۲۰۱۳ آغاز و در ۱۶ ژوئیه ۲۰۱۳ به پایان رسید. از ۲۴ تا ۲۶ ژانویه ۲۰۱۴ چند سکانس از فیلم دوباره فیلم‌برداری شد. بیشتر صحنه‌ها در شیکاگو تهیه شدند.
سنت‌شکن در ۲۱ مارس ۲۰۱۴ در ایالات متحده به روی پرده رفت. با وجود انتقادات بسیار و عقیده‌های مختلف منتقدان، این فیلم به مقام اول فروش در گیشه رسید و در سطح بین‌المللی به فروش کلی ۲۷۴ میلیون دلار دست یافت، در حالی که بودجهٔ ساخت آن ۸۸ میلیون دلار بود، این موضوع فیلم را به یک موفقیت مالی تبدیل کرد. این فیلم در ۵ اوت ۲۰۱۴ بر روی دی‌وی‌دی و بلو-ری منتشر شد، در حالی که موسیقی متن آن در مارس ۲۰۱۴ منتشر شده‌است. دنبالهٔ این فیلم با نام سنت‌شکن: شورشی در ۲۰ مارس ۲۰۱۵ و در ایالات متحده منتشر شد.
در سال ۲۰۱۶ قسمت سوم این فیلم به‌نام هم‌پیمان اکران شد.

## داستان
در یک نمای پادآرمان‌شهری و آینده‌نگرانه از شهر شیکاگو، مردم به پنج گروه تقسیم شده‌اند: بخش فداکاری شامل افراد فارغ از هرگونه توجه به خود، گروه رفاقت شامل افراد صلح‌طلب، گروه صداقت شامل افراد صادق، گروه شجاعت شامل افراد شجاع، و گروه دانش شامل افراد باهوش. بخشی از جمعیت هم بدون فرقه یا گروه هستند و هیچ‌کدام از دسته‌ها تعلق ندارند. زندگی آنها مانند افراد بی‌خانمان است. اعضای هر بخش براساس انتخاب خودشان به آن گروه می‌پیوندند، ولی به وسیله یک آزمون استعداد سنجی، یک گروه به آن‌ها پیشنهاد می‌شود. بیاتریس پرایر (شی لین وودلی) در گروه فداکاری که رهبری شهر را در دست دارد بزرگ شده‌است، ولی همیشه مجذوب گروه شجاعت بوده‌است. پدرش اندرو (تونی گلدوین)، به همراه رهبر فرقه فداکاری، مارکوس ایتن (ری استیونسون) در مجلس کار می‌کند.
هر سال، ۱۶ ساله‌ها تحت یک آزمایش استعداد سنجی که با تزریق یک سرم خاص انجام می‌شود قرار می‌گیرند. این آزمون به آن‌ها بگروهی که بیشتر از همه مناسب آن‌ها است را نشان می‌دهد و آن‌ها را به سمت بهترین انتخاب در مراسم انتخاب راهنمایی می‌کند. بیاتریس آزمونش را تحت نظارت زنی از بخش شجاعت با نام توری (مگی کیو) می‌گذراند. آزمایش او صفاتی از چندین بخش را نشان می‌دهد (فداکاری، دانش و شجاعت)، که نمایانگر ناهمتا بودن او است. توری بخش فداکاری را به عنوان نتیجهٔ آزمون ثبت می‌کند و به بیاتریس می‌گوید که نتیجهٔ واقعی را مثل یک راز پیش خود نگه دارد. توری به او می‌گوید ناهمتاها، از آنجا که می‌توانند به‌طور مستقل از هرگونه دستگاری فیزیکی که توسط دولت اعمال می‌شود فکر کرده و از این رو حکومت نمی‌تواند کنترلشان کند. به همین دلیل تهدیدی برای نظم اجتماعی به حساب می‌آیند.
روز بعد و در مراسم انتخاب، برادر بیاتریس، کیلب (انسل الگورت) گروه دانش را انتخاب می‌کند، در حالی که بیاتریس با دودلی شجاعت را انتخاب می‌کند. پس از مراسم، بیاتریس با کریستینا (زو کراویتز) و اَل (کریستین مدسن)، دو نفر از بخش صداقت، و همچنین ویل (بن للوید-هیوز)، از گروه دانش که همگی شجاعت را انتخاب کرده‌اند آشنا می‌شود. از تازه واردان شجاعت، آزمون‌هایی از قبیل بیرون پریدن از قطاری که در حال حرکت با حداکثر سرعت است و همچنین پرش از یک ساختمان بلند به داخل یک حفرهٔ بزرگ گرفته می‌شود. در طی این آزمون‌ها، تازه‌واردها، اریک (جای کورتنی)، یکی از رهبران جوان و بی‌رحم گروه شجاعت و همچنین فور (تئو جیمز)، تعلیم‌دهندهٔ انتقالی‌ها (انتقال یافتگان از یک گروه دیگر) افراد تازه‌وارد را ملاقات می‌کنند. بیاتریس اول از همه داوطلب پرش از ساختمان به داخل حفره می‌شود، که برای او لقب «اولین کسی که پرید» را به ارمغان می‌آورد. بعد از پرش، وقتی فور اسم او را می‌پرسد، بیاتریس تصمیم می‌گیرد خود را با اسمی کوتاه‌تر، یعنی به عنوان «تریس» معرفی کند.
تریس در ابتدا در تمرینات شجاعت دست و پا می‌زند ولی کم‌کم پیشرفت می‌کند. او بعد از اینکه مجبور به مبارزه با دشمنش پیتر (میلس تلر) شده و به بیمارستان منتقل می‌شود، تقریباً از گروه شجاعت کنار زده می‌شود، ولی با بازی کردن یک نقش کلیدی در برنده شدن یک بازی تسخیر پرچم، دوباره به گروه بازمی‌گردد.
پس از مرحله فیزیکی آموزش شجاعت، تازه‌واردها در یک شبیه‌سازی به منظور روبرو شدن با ترس‌هایشان قرار می‌گیرند. ناهمتا بودن تریس باعث می‌شود که او در این آزمون بسیار بهتر عمل کند، ولی فور، که نسبت به تریس علاقه‌هایی پیدا کرده بود، به او هشدار می‌دهد تا دلیل موفقیت خود را پنهان کرده و چالش‌ها را به روشی که یک فرد عضو گروه شجاعت واقعی حل می‌کند، به پایان ببرد.
تریس به دیدار برادر خود در فرقه دانش می‌رود، برادرش به او می‌گوید که فرقه دانش در حال برنامه‌ریزی برای سرنگون کردن فداکاری و در دست گرفتن حکومت است. در راه برگشت به مرکز گروه شجاعت، تریس به دلیل کسب موفقیت در تمرینات، توسط پیتر، اَل و درو که سعی دارند او را به داخل یک پرتگاه بیندازند، مورد حمله قرار می‌گیرد. در آخر توسط فور نجات داده می‌شود. روز بعد، اَل از تریس تقاضای بخشش می‌کند، ولی تریس عذرخواهی او را نمی‌پذیرد و او را ترسو خطاب می‌کند. بعد از آن، تریس با دیدن جسد اَل که خود را به داخل پرتگاه انداخته‌است شوکه می‌شود.
در حال آماده شدن برای آزمون نهایی، فور، تریس را به شبیه‌سازی سرزمین وحشت خودش می‌برد، جایی که تریس درمی‌یابد که یکی از ترس‌های فور، گرفتن دستورهایی است که نمی‌خواهد انجامشان دهد. او همچنین متوجه می‌شود که اسم واقعی فور، توبایاس بوده، و در واقع پسر رهبر فداکاری و رئیس دولت، مارکوس ایتن است. پس از شبیه‌سازی، فور و تریس به احساسات خود نسبت به یکدیگر پی برده و یکدیگر را می‌بوسند. وقتی روز آزمون فرا می‌رسد، تریس بدون آشکار کردن ناهمتایی خود آزمون را پشت سر می‌گذارد. طی جشن پس از آزمون، افراد گروه شجاعت مورد تزریق سرمی قرار می‌گیرند، با این بهانه که این مایع مانند یک دستگاه ردیاب عمل می‌کند، ولی بعداً مشخص می‌شود که این سرم در واقع وسیله‌ای جهت کنترل ذهن آن‌ها است.
گروه دانش با استفاده از این سرم، اعضای تا گردن مسلح شجاعت را کنترل کرده و آن‌ها را به حمله به بخش فداکاری وامی‌دارد. ناهمتاها برخلاف دیگران تحت تأثیر سرم قرار نمی‌گیرند، به همین دلیل فور و تریس مجبور به تظاهر به مؤثر بودن سرم می‌شوند. در مقر فداکاری، اریک متوجه می‌شود که فور تحت کنترل ذهن نیست، و فور و تریس دستگیر شده و از یکدیگر جدا می‌شوند. مادر تریس، ناتالی (اشلی جاد)، برای نجات دخترش ظاهر شده و او را نجات می‌دهد، ولی طی انجام این کار کشته می‌شود. حین فرار، تریس مجبور به کشتن ویل که تحت تأثیر سرم به او حمله می‌کند، می‌شود. تریس، پدر و برادرش به همراه مارکوس جهت متوقف کردن نقشهٔ گروه دانش، مخفیانه وارد مرکز فرماندهی شجاعت می‌شوند. تریس با دیدن پیتر که تحت تأثیر سرم نیست، به او دستور می‌دهد که آن‌ها را به اتاق کنترل اعضای دانش ببرد. در یک درگیری و تیراندازی، پدر تریس خود را قربانی می‌کند تا آن‌ها به هدف خود برسند. تریس به تنهایی وارد اتاق می‌شود و فور، که حالا تحت تأثیر نوع پیشرفته‌تری از سرم که حتی روی ناهمتاها هم مؤثر است را پیدا می‌کند. بعد از یک مبارزه، تریس سعی می‌کند او را از گیجی دربیاورد. او می‌دانست فور نمی‌تواند به هنگام نگاه کردن به صورت او، به او شلیک کند، زیرا این یکی از ترس‌های او است. رهبر گروه دانش، ژنین (کیت وینسلت) در حال شروع تشریفاتی است که طی آن اعضای شجاعت، افراد فداکاری را می‌کشند؛ ولی تریس چاقویی را به سمت او پرتاب می‌کند که به دست او برخورد می‌کند، سپس سرم را به او تزریق کرده و به او دستور می‌دهد پس از متوقف کردن برنامه، آن را پاک کند. تریس، کیلب، پیتر، فور و مارکوس، همراه با افراد گروه شجاعت به قصد سفر به مکانی امن برای فرار کردن از دست رهبران فرقه شجاعت و دانش، سوار قطار می‌شوند.

## بازیگران
- شایلن وودلی در نقش بیاتریس «تریس» پرایر
- تئو جیمز در نقش توبایاس «فور» ایتن
- اشلی جاد در نقش ناتالی پرایر
- جای کورتنی در نقش اریک
- ری استیونسون در نقش مارکوس ایتن
- زو کراویتز در نقش کریستینا
- میلس تلر در نقش پیتر
- تونی گلدوین در نقش اندرو پرایر
- انسل الگورت در نقش کیلب پرایر
- مگی کیو در نقش توری
- مکای فایفر در نقش مکس
- کیت وینسلت در نقش ژنین متیوز
- کریستین مدسن در نقش اَل
- ایمی نیوبولد در نقش مالی اَتوود
- بن لوید-هیوز